# Michaił Matusowski
Michaił Lwowicz Matusowski (ros. Михаил Львович Матусовский, ur. 10 lipca?/23 lipca 1915 w Ługańsku, zm. 16 lipca 1990 w Moskwie) – rosyjski poeta i pieśniarz. Najbardziej znany jako autor piosenki Podmoskiewskie wieczory (ros. Подмосковные вечера, muz. Wasilij Sołowjow-Siedoj), wpisanej jako najczęściej śpiewana piosenka do Księgi Rekordów Guinnessa . 

## Biografia
Urodził się w Ługańsku w rodzinie fotografa, w dzieciństwie uczył się muzyki. Nie mając ukończonych 12 lat zadebiutował wierszami w lokalnej gazecie „Ługanskaja Prawda” . Po ukończeniu szkoły budowlanej podjął pracę w fabryce, a jednocześnie wykonywał plakaty dla fabrycznego klubu, karykatury do gazety zakładowej, jak również publikował swoje wiersze w dziennikach i czasopismach oraz z powodzeniem recytował je przed publicznością na wieczorach literackich . 
Na początku lat trzydziestych wyjechał do Moskwy, gdzie podjął studia w Instytucie Literatury im. Maksyma Gorkiego, uczestnicząc m.in. w zajęciach prowadzonych przez Walentina Asmusa . Na studiach zaprzyjaźnił się z Margaritą Aligier  oraz z Konstantinem Simonowem, wspólnie z którym po ukończeniu Instytutu im. Gorkiego w 1939 wstąpił na aspiranturę (odpowiednik studiów doktoranckich)  w Moskiewskim Instytucie Filozofii, Literatury i Historii . Również wspólnie z Simonowem wydał w Moskwie książkę „Ługańczanie” (ros. Луганчане, 1939) , która była zbiorem opowiadań i wierszy zainspirowanych ich wspólnymi wakacjami w Ługańsku . W tym samym roku został przyjęty do Związku Pisarzy ZSRR . 
Obrona jego dysertacji na stopień kandydata nauk, zaplanowana na 27 czerwca 1941 została odwołana z powodu ataku Niemiec na ZSRR, który rozpoczął się 22 czerwca. Matusowski został korespondentem wojennym i będąc już na froncie otrzymał telegram, że obronę przeprowadzono bez jego udziału i przyznano mu stopień kandydata nauk filologicznych . 
Podczas II wojny światowej frontowe gazetki publikowały jego liczne wierszowane felietony, czastuszki i pieśni . 
Po wojnie nadal pisał wiersze, scenariusze filmów dokumentalnych, a przede wszystkim popularne piosenki, w tym także do filmów. Kompozytorami muzyki jego piosenek byli: Wieniamin Basner, Matwiej Błanter, Aleksandr Cfasman, Tichon Chriennikow, Izaak Dunajewski, Jurij Lewitin, Boris Mokrousow, Aleksandra Pachmutowa, Wasilij Sołowjow-Siedoj, Władimir Szainski  . Wykonywali je m.in. Mark Bernes, Eduard Chil, Iosif Kobzon, Georg Ots, Andriej Mironow, Marija Pachomienko, Walentina Tołkunowa, Leonid Utiosow . 
Opublikował szereg zbiorów poezji, w tym dwa wydane podczas wojny . Zmarł w Moskwie i tam został pochowany na Cmentarzu Kuncewskim.

## Nagrody i odznaczenia
W 1977 otrzymał Nagrodę Państwową ZSRR. Posiadał szereg odznaczeń: Order Rewolucji Październikowej, Order Wojny Ojczyźnianej I klasy (nadany dwukrotnie), Order Czerwonego Sztandaru Pracy (nadany dwukrotnie), Order Czerwonej Gwiazdy  oraz medale („Za obronę Moskwy”, „Za zwycięstwo nad Niemcami w Wielkiej Wojnie Ojczyźnianej 1941–1945” ). W 1987 przyznano mu honorowe obywatelstwo Ługańska .